# Огюст Фредерік Луї де Мармон
Огюст Фредерік Луї де Мармон (фр. Auguste-Frédéric-Louis Viesse de Marmont, 20 липня 1774 — 3 березня 1852) — французький аристократ, політичний та військовий діяч часів Першої республіки, Першої імперії та Реставрації, Маршал Франції.

## Життєпис

### На службі Республіки
Походив з аристократичної бургундської родини. Син Ніколя Вієсса де Мармона, капітана Еноського полку. Дитинство провів у рідному маєтку, де й здобув початкову освіту. Після цього вступив до коледжу Шатійон. Згодом Мармон вирішив обрати військову кар'єру, чому посприяв його батько. У 1789 році отримує патент лейтенанта міліції Шартрського батальйону. Водночас продовжив навчання у Діжоні.
У 1792 році закінчив артилерійське училище у Шалоні, де потоваришував з Мішелєм Дюроком. У вересні того ж року призначений до 1-го артилерійського полку, що стояв у Меці. У 1793 році призначений до Альпійської армії, якою командував генерал Франсуа Келлерман. Останній незабаром спрямував Мармона на підтримку військ, що облягали Тулон. Тут Огюст де Мармон познайомився з Наполеоном Бонапартом. Після падіння Тулона Мармону присвоюють звання капітана.
Після падіння Робесп'єра у 1794 році Бонапарта разом з його друзями Мармоном та Жюно відстороняють від військових посад, підозрюючи у прихильності до якобинців. Деякий час Огюст вимушений був вештатися Парижем майже без грошей. Зрештою у 1795 році він отримує призначення до Рейнської армії. У 1796 році відкликається до Парижа, де стає ад'ютантом Бонапарта.
Того ж року разом з Наполеоном був в Італійській кампанії. Мармон відзначився у битві під Лоді, за що отримав меч честі. Згодом послідовно служить начальником штабу Серюрьє та командувачем артилерії Ожеро. Брав участь у битвах при Лонао і Кастільйоне. В нагороду за свою звитягу отримав доручення від Бонапарта супроводжувати трофеї до Парижа. Повернувшись до Італії, Мармон бере участь у битві під Арколе. Наприкінці року отримує доручення укласти договір з Венеційською республікою проти Австрії.
У 1797 році Мармон відзначився у битві при Ріволі та взятті Мантуї, вслід за цим переводиться до складу армії генерала Перрена. Після перемоги над папськими військами Мармона призначають відповідальним за укладання миру з папою римським Пієм VI, але Огюст захворів і не зміг виконати завдання. Після одужання вів перемовини з ерцгерцогом Карлом Габсбургом в Леобені, де укладається перемир'я. Після цього у складі військ під головуванням Луї Бараге д'Ільє допомагає придушувати заворушення у Венеції, в результаті чого Венеційську республіку було ліквідовано. Згодом бере участь у створенні Цизальпійської республіки.
У 1798 році був у складі військ Бонапарта, що вирушили з Тулону до Єгипту. Тоді ж сприяв захопленню Мальти та поваленню влади Мальтійського ордену. За це отримав звання бригадного генерала. В подальшому звитяжив при захоплені Олександрії, Каїра, у битві біля Пірамід. Незабаром призначається відповідальним на канал між Олександрією та Нілом. Захищав Олександрію від англійців. Сприяв відплиттю Бонапарта з Єгипту до Франції.

### Консулат та Імперія
Мармон брав участь у підготовці заколоту 18 брюмера (9 листопада 1799 року). Під час захоплення влади Бонапартом відповідав за порядок у Парижі. Під час Консульства займав посаду державного радника військової ради, потім командував артилерією армії, що базувалася у Діжоні.
У 1800 році провів артилерію через перевал Сен-Бернар, з'єднавшись з армією Бонапарта, що діяла в Італії. Звитяжив при захопленні Мілана, у битві під Маренго, за що отримав звання дивізійного генерала. Повернувшись до Франції, у 1801 році відповідав за законопроєкт про створення ордена Почесного легіону, керівництво виборчою радою департаменту Кот-д'Ор. Того ж року призначається інспектором артилерії.
У 1803 році відповідав за артилерію Булонського табору. У 1804 році призначений командувачем Голландської армії. Після оголошення Бонапарта імператором Мармон був розчарований тим, що не отримав звання маршала. Втім, стає кавалером Імперії. Водночас отримує наказ готуватися до висадки в Англії. Для цього організує роботи в Остенде. В цей час почалася війна Франції з Австрією та Росією. Мармон отримав наказ маршем рушити на з'єднання з Наполеоном I, яке відбулося у Майнці. Разом з імператором Мармон вступає до Відня. Але згодом дістає наказ забезпечувати тили французької армії в Штирії і Каринтії. Мармон не брав участі у битві під Аустерліцем. Водночас за наказом Наполеона захопив область Фріуль, яку було приєднано до Італійського королівства.
У 1806 році зайняв Далмацію, згодом отримавши посаду генерал-губернатора. Вслід за цим взяв в облогу Рагузу (Дубровник). Після падіння міста вів виснажливу боротьбу проти чорногорців. Тоді ж за наказом Наполеона Бонапарта став розробляти план вторгнення до Балкан, що на той час належали Османській імперії. У 1808 році отримує титул герцога Рагузького.
Під час військової кампанії 1808 року воював на півночі Далмації, у Крайні, де неподалік від Любляни отримав поранення. Згодом біля Граца приєднався до імператора, проте у битві під Ваграмом участі не брав. 11 липня, переслідуючи австрійську армію, вступив з нею у бій біля Цнайма, де спочатку зазнав втрат, але зрештою змусив австрійського командувача ерцгерцога Карла відступити і почати перемовини. За це Мармону присвоєно звання маршала.
У 1809 році він повертається до Парижа. Втім того ж року отримує посаду генерал-губернатора Ілірії. Тут проводив реформи у дусі французьких, зокрема впроваджено цивільний кодекс, нові кадастри, проведено реформу освіти. У 1811 році на деякий час повертається до Франції, але знову отримує призначення — цього разу командувачем армії в Португалії. По приїзді на місце Мармон вирішує відступити з Португалії, залишивши Лісабон, в напрямку до м. Саламанки. Водночас вступив у конфлікт з королем Жозефом I щодо стратегії військових дій. Протягом 1811—1812 років Мармон переважно маневрував, намагаючись не допустити просування англо-португальського війська на північну та центральну частини Іспанії. Зрештою 22 липня 1812 року відбувається вирішальна битва під Саламанкою, під час якої був тяжко поранений і зміг запобігти поразці французькій армії. Пораненого Мармона було відправлено до Байонни.
Деякий час тривало розслідування щодо дій Мармона в Іспанії. Побачившись у Парижі з Наполеоном I, після втечі того з Росії, Мармон марно намагався переконати імператора у своїй невинуватості. Відтак відійшов від справ, став займатися розбудовою маєтностей. Але 20 березня 1813 році отримав командування 6-м корпусом. На його чолі звитяжив у битвах під Люценом та Бауценом, захопив Дрезден. Після цього разом зі своїм корпусом йде у підпорядкування армії на чолі із маршалом Неєм. 26 серпня бере участь у битві під Дрезденом, завдяки його розпорядливості та хоробрості французи здобувають перемогу. Зрештою добре себе проявив у битві народів під Лейпцигом. Завдяки діям Мармона французька армія уникла цілковитого розгрому. Вслід за цим він відступив до Майнца. Потім брав участь у битві під Ханау, де також вдало протидіяв союзникам, але зрештою вимушений був відступати за Рейн.
В Майнці Мармон стикнувся з епідемією тифу, яку не зміг повністю приборкати. Водночас повинен був захищати переправи через Рейн. Втім, Мамон вимушений був поступитися більш численним пруським, австрійським та російським військам. Зрештою він почав відступ через Кайзерслаутерн, Саарбрюкен, Верден, Вітрі. Тут з'єднався з Наполеоном I, під головуванням якого брав участь у перемогах при Сен-Дізьє та Брієнні. Після поразки французів при Ла-Ротьєра Мармон відступив до Дамп'єра. Згодом знову з'єднується з імператором, де сприяє перемозі при Шампобере та Вошані. Вслід за цим Мармон залишається у Вертю, захищаючи фланги. Згодом разом з маршалом Мортьє успішно захищає міста Суасон та Комп'єн від пруської армії. Хоробро б'ється при Краоні та Лані, але зазнає поразки при Аті-су-Лан. Втім з новими частинами бере участь у перемозі французів під Реймсом. Але зазнав тяжкої поразки при Фер-Шампенуазі, після чого відступає до Парижа, де з'єднується з маршалом Мортьє та Жозефом Бонапартом. Фактично вони разом керують обороною Парижа. Втім, Жозеф залишає столицю, передаючи командування Мармону. Останній деякий час чинив опір, домігшися перемир'я. В цей час Мармон переїздить до самого Парижа, де голова муніципалітету Парижа й Талейран переконали його капітулювати перед союзниками. Це відбулося 5 квітня 1814 року. Свої війська Мармон відводить до Нормандії. Ці дії сприяли поваленню й зреченню Наполеона Бонапарта.

### На службі у Бурбонів
3 червня того ж року Мармон супроводжував Людовика XVIII при вступі до Парижа, а вже 4 червня стає пером Франції. З цього моменту стає найближчим радником короля. Під час Ста днів Наполеона спочатку намагався протидіяти йому, але, зрозумівши всю марність цього, разом з Людовиком XVIII втік до Гента.
Після другої реставрації Бурбонів Мармон отримує звання генерал-майора королівської гвардії. У 1817 році придушив заворушення у Ліоні. У подальші роки займався покращенням свого майнового стану, який погіршився після розлучення з дружиною. У 1820 році попередив змову проти короля, того ж року стає лицарем ордена Святого Духа. У 1826 році представляв короля на коронації імператора Миколи I. З цієї нагоди був нагороджений орденом Андрія Первозванного. У 1830 році намагався отримати призначення командувачем експедиції до Алжиру, проте король Карл X відмовив йому в цьому.

### В екзилі
Під час Липневої революції отримує посаду генерал-губернатора Парижа, намагається придушити повстанців. Зрештою він був розбитий. Водночас йому доручається командування королівською гвардією. Після зречення Карла X Мармон сприяв проголошенню герцога Бордоського королем Генріхом V. Втім, це не підтримала армія. Мармон виявився не здатний зберегти владу Бурбонів у Франції. У підсумку разом з королівською родиною втік до Великої Британії. Проте тут Мармон не зміг довго жити через брак коштів, тому перебрався до Амстердама.
Незабаром переїхав до Відня. Потім подорожував Угорщиною у 1832 році, Швейцарією та Італією у 1833 році, Єгиптом, Османською імперією і Персією у 1834—1835 роках. У 1835 році повернувся до Італії, а у 1836 році оселився у Відні. У 1841 і 1842 роках намагався повернутися до Франції, проте марно. Помер 3 березня 1852 року у Венеції.

## Творчість
- «Мемуари маршала Мармона, герцога Рагузького», 1841 рік.
- «Сутність військових тверджень»
- «Подорож до Угорщини», 1837 рік
- «Подорож до Сицилії», 1838 рік